# ويليام جيمس ليندبرغ
ويليام جيمس ليندبرغ (بالإنجليزية: William James Lindberg)‏ هو قاضي ومحامي أمريكي، ولد في 17 ديسمبر 1904 في مينوت في الولايات المتحدة، وتوفي في 15 ديسمبر 1981.